# رمنوس
رَمْنُوس (الاسم العلمي: Rhamnusium)، جنس حشرات من غمديات الأجنحة وفصيلة خنافس طويلة القرون.وصفت من قبل بيير أندريه لاتريل في عام 1829. أنواعه ثلاثة، أعطانها تمتد من اليابان إلى أوروبا.